# Micrococcus
Micrococcus (el meu’ krō kŏk’ Əs) és un gènere de bacteris del tall Actinobacteria. Es troben en ambients diversos, incloent aigua i sòl. Són bacteris Gram-positius amb cèl·lules esfèriques de diàmetre comprès entre 0,5 i 3 micròmetres que típicament apareixen en tétradas. Micrococcus té una gruixuda paret cel·lular que pot abastar tant com el 50% del matèria cel·lular. El seu genoma és ric en guanina i citosina (GC), típicament en percentatge del 65 al 75% de contingut GC. Sovint contenen plàsmids (de grandària compresa entre 1 i 100MDa) que proporcionen a l'organisme característiques útils.